# 1712 na literatura

## Nascimentos
| Data           | Nome                | Profissão                                  | Nacionalidade | Observações | Ref |
| -------------- | ------------------- | ------------------------------------------ | ------------- | ----------- | --- |
| 1 de Novembro  | Antonio Genovesi    | escritor de filosofia e política econômica | Itália        | m. 1769     |     |
| 11 de Dezembro | Francesco Algarotti | filósofo, crítico e escritor               | Itália        | m. 1764     |     |

## Mortes
| Data | Nome | Profissão | Nacionalidade | Observações | Ref |
| ---- | ---- | --------- | ------------- | ----------- | --- |